# SS501
SS501 (hangul: 더블에스오공일) är ett sydkoreanskt pojkband bildat 2005 av DSP Entertainment men som idag är under CI Entertainment. SS501 var först aktiva till 2010 och tog sedan en paus innan de återvände år 2016 som Double S 301.
Gruppen består av de fem medlemmarna Kim Hyun-joong, Heo Young-saeng, Kim Kyu-jong, Park Jung-min och Kim Hyung-jun.

## Biografi
Bandets namn är en kombination av bokstäver och nummer som har speciella betydelser. Första "Set" står för "Super", andra "Set" står för "Star", numren "501" står för "Five Members United As One Forever". Deras officiella fanclub kallar sig "Triple S".

## Medlemmar
| Födelsenamn     | Födelsenamn | Födelsedatum     |
| Romanisering    | Hangul      | Födelsedatum     |
| --------------- | ----------- | ---------------- |
| Kim Hyun-joong  | 김현중      | 6 juni 1986      |
| Heo Young-saeng | 허영생      | 3 november 1986  |
| Kim Kyu-jong    | 김규종      | 24 februari 1987 |
| Park Jung-min   | 박정민      | 3 april 1987     |
| Kim Hyung-jun   | 김형준      | 3 augusti 1987   |

## Diskografi

### Album
| Datum                 | Albumtitel                    | Topplacering          | Topplacering          |
| Datum                 | Albumtitel                    | Sydkorea (Gaon Chart) | Japan (Oricon)        |
| Koreanska studioalbum | Koreanska studioalbum         | Koreanska studioalbum | Koreanska studioalbum |
| --------------------- | ----------------------------- | --------------------- | --------------------- |
| 10 nov 2006           | S.T 01 Now                    | —                     | —                     |
| Japanska studioalbum  |                               |                       |                       |
| 24 okt 2007           | SS501                         | —                     | 20                    |
| 13 maj 2009           | All My Love                   | —                     | 10                    |
| Koreanska EP-skivor   |                               |                       |                       |
| 22 jun 2005           | Warning                       | —                     | —                     |
| 5 dec 2005            | Snow Prince                   | —                     | —                     |
| 13 mar 2008           | Deja Vu                       | —                     | —                     |
| 24 jul 2008           | Find                          | —                     | —                     |
| 21 nov 2008           | U R Man (som Double S 301)    | —                     | —                     |
| 21 jul 2009           | Solo Collection               | —                     | —                     |
| 20 okt 2009           | Rebirth                       | —                     | —                     |
| 24 maj 2010           | Destination                   | 1                     | —                     |
| 16 feb 2016           | Eternal 5 (som Double S 301)  | 2                     | —                     |
| 9 dec 2016            | Eternal 01 (som Double S 301) | 3                     | —                     |
| Japanska singelalbum  |                               |                       |                       |
| 1 aug 2007            | Kokoro                        | —                     | 10                    |
| 19 sep 2007           | Distance                      | —                     | 9                     |
| 18 jun 2008           | Lucky Days                    | —                     | 4                     |